# Usun-Akmat
Der Usun-Akmat (kirgisisch Узун Акмат; russisch Узун-Акмат) ist ein rechter Nebenfluss des Naryn in Kirgisistan (Zentralasien).
Der Usun-Akmat entspringt an der Nordflanke des östlichen Abschnitts des Talas-Alatau. Der Usun-Akmat fließt in überwiegend ostsüdöstlicher Richtung und mündet in das Westende des Toktogul-Stausees. Der Usun-Akmat hat eine Länge von 90 km. Er entwässert ein Areal von 1790 km². Der mittlere Abfluss beträgt 28,9 m³/s.